# Kundenkarten von Bahngesellschaften
Zur Kundenbindung führten verschiedene Bahngesellschaften kostenpflichtige Kundenkarten ein. Diese gewähren unter anderem Rabatte auf Fahrkarten und bieten die Teilnahmemöglichkeit an Vielfahrerprogrammen. Bekannte Beispiele im deutschsprachigen Raum sind die BahnCard, das Halbtax und die VORTEILScard.

## Belgien
Bei der belgischen Eisenbahn SNCB gibt es eine Netzkarte, das Unlimited Abonnement. Es ist mit Gültigkeit für 1, 3 oder 12 Monate erhältlich. Die 12-Monats-Karte kostet 4.019 bzw. 6.189 Euro (2./1. Klasse).

## Bulgarien
Bei der bulgarischen Eisenbahngesellschaft Balgarski Darschawni Schelesnizi existieren verschiedene Rabattkarten – so z. B. die CLASSIC-Karte, mit der Kunden jeden Alters eine 50%ige Ermäßigung erhalten. Sie kostet 50,90 BGN für ein Jahr (ca. 26 Euro). Personen bis zu 26 Jahren können für 30,50 BGN (ca. 15,60 Euro) eine YOUTH-Karte erhalten, mit welcher man denselben Rabatt erhält. Es gibt auch Kundenkarten für Senioren, Studenten, Kinder bis zu 10 Jahren und für kinderreiche Familien, die nur einen symbolischen Preis von 1 BGN kosten und ebenfalls 50 % Rabatt einräumen.

## Deutschland

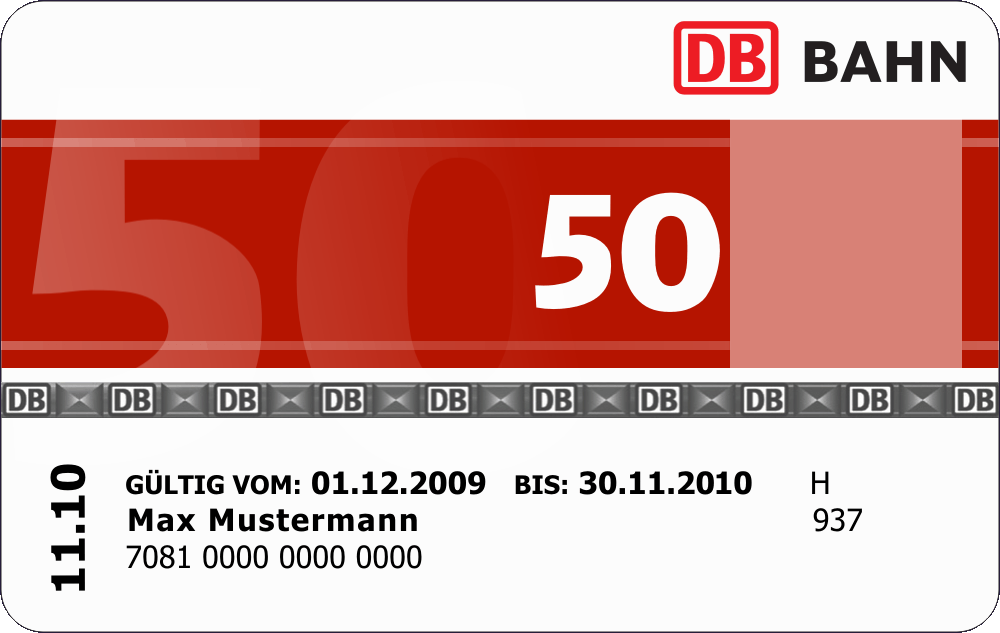
Eine Bahncard 50

In Deutschland bietet die Deutsche Bahn AG ihre Kundenkarte BahnCard an, die in drei verschiedenen Rabattstufen (25 %, 50 % und 100 % Rabatt), sowie in den zwei verschiedenen Wagenklassen erworben werden kann. Eine BahnCard ermöglicht auf Wunsch die Teilnahme an den Vielfahrerprogrammen „bahn.bonus comfort“ (Zusatzleistungen) und „bahn.bonus“ (Sammeln von Bonuspunkten). Die BahnCard 100 ist dabei eine Jahres-Netzkarte im Schienenverkehr sowie im öffentlichen Verkehr verschiedener Städte.
Als kostenlose Prämien-Kundenkarte bietet die DB AG darüber hinaus die bahn.bonus-Card für die Teilnahme an bahn.bonus an. Diese hat keine Rabattmöglichkeit.
Neben Verkehrsunternehmen bieten teilweise auch Verkehrsverbünde und Tarifgemeinschaften, vorrangig in ländlichen Regionen, Kundenkarten an, wie etwa die Mobilcard des Verkehrsverbund Rhein-Mosel oder die Sparkarte des Verkehrsverbund Region Trier.

## Frankreich
Die SNCF bietet mehrere Rabattkarten an, die sich teilweise an spezielle Altersgruppen richten.
Die Standard-Rabattkarte ist die „Carte avantage“ für derzeit 49 Euro pro Jahr. Mit ihr erhält man 30 % Ermäßigung auf den Normalpreis. Der Rabatt wird für eine einfache Fahrt (ohne Rückfahrkarte) am Samstag und am Sonntag sowie für Hin- und Rückfahrten mit mindestens einer Nacht vor Ort am Wochenende gewährt. Die gleiche Ermäßigung gilt für einen Mitfahrer.
Für Menschen bis einschließlich 27 Jahren gibt es die „Carte Avantage Jeune“. Sie kostet ebenfalls 49 Euro für ein Jahr Gültigkeit und bietet generell 30 % Ermäßigung.
Ähnliches gilt für die „Carte Avantage Senior“ für Menschen ab 60 (generell 30 % Ermäßigung). Sie kostet 49 Euro pro Jahr.
Für Vielfahrer gibt es die "Carte Liberte" für 399 Euro. Damit erhält man ein Jahr lang 60 bzw. 45 % Rabatt (2./1. Klasse).
Auf dem gesamten Streckennetz des TER Grand Est sowie der Strecke bis zum Bahnhof Paris-Est bietet die Rabattkarte Carte Fluo an allen Wochentagen 50 % Ermäßigung auf Fahrten in der 1. oder 2. Wagenklasse von Nahverkehrszügen sowie in TER-Bussen. An Wochenenden und Feiertagen gilt diese Ermäßigung ebenfalls für einen Mitfahrer. Der Preis der Carte Fluo beträgt 20 Euro pro Jahr für Fahrgäste ab 26 Jahren und 1 Euro für bis zu 25-Jährige.
Auf dem Streckennetz des TER Auvergne-Rhône-Alpes bietet die Karte illico LIBERTÉ 25 % Ermäßigung an Werktagen und 50 % Ermäßigung an Wochenenden und Feiertagen. Sie kostet für ein Jahr 15 Euro. In der Variante illico LIBERTÉ JEUNES für unter 26-Jährige kostet sie nur 5 Euro im Jahr.

## Italien
Die Trenitalia bietet klassische Kundenkarten lediglich für bestimmte Zielgruppen an. Die „Carta Verde“ richtet sich an Jugendliche bis zu 26 Jahren und bietet für eine jährliche Gebühr von 40 Euro einen Rabatt von 10 %. Die „Carta D'Argento“ ist für Senioren ab 60 Jahren bestimmt und ermöglicht einen Rabatt von 15 % für eine Jahresgebühr von 30 Euro (ab 75 Jahren gebührenfrei). Beide Karten beinhalten RailPlus.
Das Vielfahrerprogramm „Cartaviaggio“ ist hingegen für alle Kunden zugänglich. Es ermöglicht das Sammeln und Einlösen von Bonuspunkten.

## Montenegro
Bei der montenegrinischen Bahngesellschaft Željeznički prevoz Crne Gore gibt es verschiedene Kundenkarten:
- Schüler und Studenten erhalten die Karte K-15. Damit erhalten sie 50 % Ermäßigung.
- Personen ab 60 Jahren und unter 26 Jahren erhalten die Karte K-5. Diese gewährt 30 % Rabatt. Personen ab 75 Jahren erhalten 75 % Rabatt.
- Eine Netzkarte für unbeschränktes Reisen kostet 385 Euro für ein Jahr. Personen ab 65 Jahren erhalten 90 % Rabatt.[9]

## Niederlande
Die Nederlandse Spoorwegen bieten im Wesentlichen sechs Varianten des Voordeelurenabonnement an (die Ermäßigungen gelten auch für bis zu drei Mitreisende):
- Die Variante Weekend Vordeel kostet 27,60 € im Jahr und gewährt am Wochenende (von Freitag 18:30 Uhr bis Montag 4 Uhr) und an Feiertagen ganztägig 40 % Ermäßigung.
- Die Variante Dal Vordeel kostet 71,40 € pro Jahr und gewährt montags bis freitags außerhalb der Spitzenzeiten (6:30 Uhr bis 9:00 Uhr sowie 16:00 bis 18:30 Uhr) sowie ganztägig am Wochenende und an Feiertagen eine Ermäßigung von 40 %.
- Die Variante Altijd Vordeel kostet  28,50 € pro Monat und gewährt montags bis freitags außerhalb der Spitzenzeiten (6:30 Uhr bis 9:00 Uhr sowie 16:00 bis 18:30 Uhr) sowie ganztägig am Wochenende und an Feiertagen eine Ermäßigung von 40 %.  Montags bis freitags zu den Spitzenzeiten wird eine Ermäßigung von 20 % gewährt.
- Die Variante Weekend Vrij kostet als Jahreskarte 36,95 € pro Monat und gewährt am Wochenende (von Freitag 18:30 Uhr bis Montag 4 Uhr) und an Feiertagen ganztägig freies Reisen.  Für zusätzlich 3,65 € erhält man montags bis freitags außerhalb der Spitzenzeiten (6:30 Uhr bis 9:00 Uhr sowie 16:00 bis 18:30 Uhr) eine Ermäßigung von 40 %.
- Die Variante Dal Vrij kostet als Jahreskarte 119,95 € pro Monat und gewährt freies Reisen montags bis freitags ab 9 Uhr sowie ganztägig  am Wochenende und an Feiertagen.
- Die Variante Altijd Vrij kostet 375,70 € pro Monat und gewährt uneingeschränkt freies Reisen.

Reisende ab 60 Jahren, die ein Dal Voordeel Abonnement haben, erhalten für eine Extragebühr sieben freie Reisetage (Keuzedagen) im Jahr. Diese beträgt in der zweiten Klasse € 29,50 im Jahr und in der ersten Klasse € 56,95. An Werktagen darf die Bahn dabei nur außerhalb der Spitzenzeiten benutzt werden, also von 9:00 – 16:00 Uhr und 18:30 – 6:30 Uhr.
Alle Varianten gelten nur für die zweite Klasse, sie sind aber gegen Aufpreis auch für die erste Klasse erhältlich. Alle Karten gelten innerhalb der Niederlande auch für andere Bahngesellschaften (außer für Thalys). Alle genannten Varianten unterliegen einer Mindestvertragsdauer von 12 Monaten. Danach kann monatlich gekündigt werden. Alle Formen des Voordeelurenabonnement sind für jedermann erhältlich. Es gibt noch weitere Varianten, aber keine speziellen Karten für Jugendliche, da Schüler, Auszubildende und Studenten in der Regel ohnehin kostenlos alle Züge innerhalb der Niederlande benutzen können.

## Österreich
Die Österreichische Bundesbahnen bieten die VORTEILScard, welche 50 % Rabatt gewährt und aktuell von insgesamt 1,5 Millionen Kunden benutzt wird, sowie die Jahresnetzkarte Klimaticket an. Das Klimaticket ermöglicht die Nutzung sämtlichen Nah- und Fernverkehrs in Österreich und kostet 1.300 bzw. 975 Euro (Vollpreis/ermäßigt). Es existieren auch zahlreiche Varianten des Klimatickets, die nur in einem Bundesland gelten.

## Polen
Das polnische Bahnunternehmen Polregio vertreibt die REGIOkarta, mit der man 30 % Ermäßigung in Regionalzügen erhält. Sie kostet 129 PLN (ca. 30,20 Euro) für ein halbes Jahr und 215 PLN (ca. 50,40 Euro) für ein Jahr.

## Rumänien
Die rumänische Staatsbahn Căile Ferate Române bietet mit der "Cardul TrenPlus" ein Jahr lang 25 % Ermäßigung für 167 RON (ca. 33,60 Euro). Dieser Rabatt gilt nur für Fahrkarten, die online erworben wurden, an Kassen mit elektronischer Ausgabe und an Fahrkartenautomaten.

## Schweiz

Ehemaliges Design des Halbtax

Die Schweizerischen Bundesbahnen bieten ihren Kunden das Halbtax, mit 50 % Rabatt, sowie das Generalabonnement (GA, Netzkarte) an. Das Halbtax hat ca. 2.300.000 Kunden und das GA hat ca. 430.000 Kunden. Ab dem 1. August 2015 wurde der Swisspass eingeführt, der einmalig an einen Kunden herausgegeben und auf der ein GA bzw. Halbtax auf den beiden RFID-Chips integriert wird.

## Slowakei
Es gibt folgende Ermäßigungskarten: Klasik Railplus für 39 Euro (25 % Rabatt auf den Normalpreis 1. Kl. und 2. Klasse) und Junior Railplus für 15 Euro (25 % Rabatt in der 2. Klasse).  Die Juniorkarte ist für Personen bis 26 Jahren erhältlich.
Außerdem gibt es die Netzkarte Maxi Klasik, mit der man 12 Monate das Gesamtnetz der slowakischen Bahn benutzen kann. Sie kostet 850/1.060 Euro (2./1. Klasse, nicht übertragbar).

## Slowenien
Bei der slowenischen Eisenbahngesellschaft Slovenske železnice gibt es Kundenkarten für junge Menschen und für Senioren. Personen unter 26 können für 10 Euro die "SŽ kartico ugodnosti - MLADI" erwerben. Mit dieser erhalten sie ein Jahr lang 30 % Rabatt für Fahrten innerhalb Sloweniens. Personen ab 65 Jahren können für 10 Euro die "SŽ kartico ugodnosti - SENIORJI" erwerben, mit der sie ein Jahr lang an Werktagen 30 % und an Wochenenden und Feiertagen 50 % Rabatt auf Fahrten innerhalb Sloweniens erhalten.

## Spanien
Bei der spanischen Bahngesellschaft RENFE erhalten Senioren (ab 60 Jahren) die Tarjeta Dorada, mit der man 25 bis 40 % Ermäßigung auf den regulären Fahrpreis erhält. Sie kostet 6 bzw. 15 Euro und ist 1 Jahr bzw. 3 Jahre gültig.

## Tschechien
Die České dráhy bieten mit der In-Karta ebenfalls eine Kundenkarte an.
In der Version IN-25 ist sie für 1.290 Tschechische Kronen (ca. 52 Euro) erhältlich und 3 Jahre gültig. Daneben kann die Karte auch mit 3-monatiger oder einjähriger Gültigkeit erworben werden. Sie gewährt Inhabern 25 % Rabatt auf alle Fahrkarten, auch auf Zeitkarten und Sonderangebote.
Die Version IN-50 gewährt 50 % Rabatt auf Einzelfahrscheine und 25 % auf Zeitkarten und Sonderangebote. Sie ist nur mit ein- und dreijähriger Gültigkeit zu erwerben und kostet 9.990 CZK (ca. 402 Euro) mit 3-jähriger Gültigkeit. Für Rentner kostet sie 1.790 CZK (ca. 72 Euro) mit 3-jähriger Gültigkeit. Sie ist jedoch nur für Rentner unter 65 Jahren interessant, da Personen ab 65 Jahren automatisch 50 % Rabatt erhalten.
Die IN-100 ist eine Netzkarte für die 2. Klasse, die für ein Jahr gilt. Sie kostet 21.990 CZK (ca. 885 Euro). Diese deckt die Zugkategorien Os, Sp, R, Ex, IC, EC und SC innerhalb von Tschechien ab. Die verpflichtenden Reservierungen im SC sind mit dieser Karte rabattiert.
Die IN-Business ist eine übertragbare Netzkarte für die 1. und 2. Klasse. Sie kostet für ein Jahr 39.900 CZK (ca. 1.609 Euro).

## Ungarn
Die ungarische Eisenbahngesellschaft MÁV bietet als Halbpreiskarte die START Klub kártya an. Diese bietet 50 % Ermäßigung auf die Fahrt in der 2. Klasse. Samstags kann eine weitere Person zum halben Preis mitfahren. Die Karte kostet mit einjähriger Gültigkeit 34.900 HUF (ca. 91 Euro).

## Vereinigtes Königreich
Im National-Rail-System des Vereinigten Königreichs – Nordirland nicht eingeschlossen – gibt es verschiedene sogenannte Railcards, die im Allgemeinen ein Jahr lang gültig sind, zum Teil auch 3 Jahre.
- 16-17 Saver, 35 £ (ca. 41 Euro), 50 % Nachlass
- 16–25 Railcard, 35 £, 1/3 Nachlass (auch mit 3-jähriger Gültigkeit für 80 £), auch für Vollzeitstudenten über 25
- 26-30 Railcard, 35 £, 1/3 Nachlass
- Family & Friends Railcard, 35 £, 1/3 Nachlass für Erwachsene und 60 % Nachlass für Kinder (auch mit 3-jähriger Gültigkeit für 80 £)
- Senior Railcard, 35 £, 1/3 Nachlass sowohl auf Standard-Class- als auch auf First-Class-Fahrkarten (für Reisende ab 60 Jahren, auch mit 3-jähriger Gültigkeit für 80 £)
- Disabled Persons Railcard, 20 £ (ca. 23 Euro), 1/3 Nachlass für den Halter sowie für einen begleitenden Mitreisenden (auch mit 3-jähriger Gültigkeit für 54 £ (ca. 63 Euro))
- Network Railcard, 35 £, 1/3 Nachlass für Erwachsene und 60 % Nachlass für Kinder, allerdings nur gültig in London und dem Südosten Englands, im Gebiet des ehemaligen British Rail Network SouthEast (an Werktagen erst ab 10 Uhr gültig)
- Two Together Railcard, 35 £, 1/3 Nachlass für zwei gemeinsam reisende, benannte erwachsene Karteninhaber
- Veterans Railcard mit 1/3 Nachlass für Armeeveteranen, 35 £ bzw. 80 £ für 3 Jahre[22]

Die Railcard – für welche ein Passbild erforderlich ist – kann im Internet bestellt oder in jedem Reisezentrum ausgestellt werden. Bemerkenswert ist, dass es keine Railcard für jedermann mit Gültigkeit im gesamten Netz gibt.